# لئون فان بون
لئون فان بون (هلندی: Léon van Bon؛ زادهٔ ۲۸ ژانویهٔ ۱۹۷۲) دوچرخه‌سوار اهل هلند است.
از باشگاه‌هایی که در آن رکاب زده‌است می‌توان به تیم لوتوان‌ال–یومبو اشاره کرد.
وی در مسابقات کشوری و بین‌المللی در مجموع برندهٔ ۱ مدال نقره، ۱ مدال برنز شده‌است.